# Eduard Spelterini

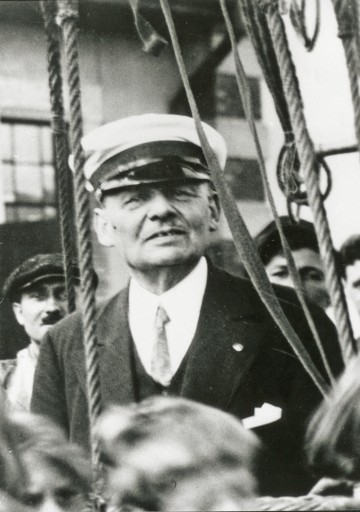
Retrato de Spelterini

Eduard Spelterini (1852-1931) fue un fotógrafo suizo. Se especializó en la fotografía aérea, tomando sus instantáneas desde globos aerostáticos.  Su aprendizaje en la fotografía fue autodidacta. Cruzó el macizo del Jura en enero de 1898, el Rigi en los Alpes suizos y el Vesubio en 1901, y más tarde voló sobre Egipto. En 2008 se publicó la obra Eduard Spelterini: Photographs of a Pioneer Balloonist, que recopila parte de su obra fotográfica.